# أغسطس إل. هارت
أغسطس إل. هارت (بالإنجليزية: Augustus L. Hart)‏ هو محامي وسياسي أمريكي، ولد في 15 أكتوبر 1849 في إنديانا في الولايات المتحدة، وتوفي في 1901 في ليفيرموري في الولايات المتحدة.